# Clathria toxirecta
Clathria toxirecta är en svampdjursart som först beskrevs av Sarà och Siribelli 1960.  Clathria toxirecta ingår i släktet Clathria och familjen Microcionidae.
Artens utbredningsområde är Italien. Inga underarter finns listade i Catalogue of Life.